# إي جكس
إي جكس (كورية 에이젝스 إنجليزية: A-Jax) هي فرقة فتيان من كوريا الجنوبية، يشار لها مع دي إس بي ميديا. وفي مهنتهم المبكرة كان الاسم (دي إس بي بويز - DSP Boyz) لكن بعد ذلك تغير إلى A-Jax. الفرقة تتألف من سبعة أعضاء وهم؛ Hyeongkon، Jaehyung، Yunyoung، Hyojun (Jihu)، Sungmin، Seungjin و Seungyub. كان ظهورها لأول مرة على تلفزيون كفرقة في صنع النجم - دي إس بي بويز على قناة إم بي سي ميوزيك في 24 أبريل، 2012. الفرقة كان ظهورها الرسمي مع الأغنية المنفردة "One 4 U" في كوريا الجنوبية في 1 يونيو وفي اليابان في 8 غشت، 2012 مع نفس الأغنية.

## أعضاء الفريق
| الاسم      | مقدمة |
| ---------- | --- |
| Hyeongkon  | - الاسم الشخصي : 김형곤 / Kim Hyeong-Kon / 金亨坤. - تاريخ الميلاد : - مكان الازدياد : بتشون ~ غيونغي (مقاطعة) ~ كوريا الجنوبية - التعليم : 상명대학교 생명과학사            |
| Jaehyung   | ~ - الاسم الشخصي : 서재형 / Seo Jae-Hyung / 徐在亨. - تاريخ الميلاد : - مكان الازدياد : سول ~ كوريا الجنوبية                                                                 |
| Hyo Jun    | - الاسم الشخصي : 문효준 / Moon Hyo-Jun / 文孝準. - تاريخ الميلاد : - مكان الازدياد : سول ~ كوريا الجنوبية                                                                    |
| Yunyoung   | - الاسم الشخصي : 맹윤영 / Maeng Yoon-Young / 孟允永. - تاريخ الميلاد : - مكان الازدياد : سول ~ كوريا الجنوبية                                                                |
| إي سونغ من | - الاسم الشخصي : 박성민 / Park Sung-Min / 朴成民. - تاريخ الميلاد : - مكان الازدياد : بوسان ~ كوريا الجنوبية                                                                 |
| Seungjin   | - الاسم الشخصي : 함승진 / Ham Seung-Jin / 咸昇辰. - تاريخ الميلاد : - مكان الازدياد : بوسان ~ كوريا الجنوبية - التعليم : تخرج مدرسة سول للفنون التعبيرية                     |
| Seungyub   | - الاسم الشخصي : 이승엽 / Lee Seung-Yeob / 李承燁. - تاريخ الميلاد : - مكان الازدياد : 일산구 ~ غويانغ ~ غيونغي ~ كوريا الجنوبية - التعليم : تخرج مدرسة سول للفنون التعبيرية |

## ديسكوغرفيا
| تسجيلات A-Jax  | تسجيلات A-Jax |
| -------------- | ------------- |
| مقاطع موسيقية  | 6             |
| إسطوانات مطولة | 2             |
| أغانٍ منفردة    | 6             |

| العنوان                                                                      | تفاصيل الألبوم | Peak chart positions | Peak chart positions | المبيعات      |
| العنوان                                                                      | تفاصيل الألبوم | مخطط غاون للموسيقى   | أوريكون              | المبيعات      |
| كورية                                                                        | كورية | كورية                | كورية                | كورية         |
| ---------------------------------------------------------------------------- | --- | -------------------- | -------------------- | ------------- |
| 2MYX                                                                         | - الإصدار: ن15 نونبر، 2012 - العلامة التجارية: دي إس بي ميديا، سي جي إيه أند إم ميوزيك أند لايف - الشكل: قرص مضغوط، تحميل رقمي | 6                    | —                    | - KOR: 2,856+ |
| Insane                                                                       | - الإصدار: July 11، 2013 - العلامة التجارية: دي إس بي ميديا، لوين إنترتينمنت - الشكل: قرص مضغوط، تحميل رقمي                    | 8                    | —                    | - KOR: 2,067+ |
| Snake                                                                        | - الإصدار: October 28، 2013 - العلامة التجارية: دي إس بي ميديا، لوين إنترتينمنت - الشكل: قرص مضغوط، تحميل رقمي                 | 13                   | —                    | - KOR: 1,442+ |
| "—" denotes releases that did not chart or were not Released in that region. | |                      |                      |               |

| 2012                                                                        | "One 4 U" / "Never Let Go" (الجانب ب ‏) | 167 164 | —  |              | 2MYX           |
| 2012                                                                        | "Hot Game ‏"                            | 59      | —  |              | 2MYX           |
| 2012                                                                        | "2MYX"                                 | 188     | —  |              | 2MYX           |
| 2013                                                                        | "Insane"                               | 123     | —  |              | Insane         |
| 2013                                                                        | "Snake"                                | 172     | —  |              | Snake          |
| يابانية                                                                     |                                        |         |    |              |                |
| 2012                                                                        | "One 4 U"                              | —       | 29 | - JPN: 4,030 | Non-album song |
| 2012                                                                        | "Hot Game ‏"                            | —       | 31 | - JPN: 3,692 | Non-album song |
| "—" denotes releases that did not chart or were not الإصدار in that region. |                                        |         |    |              |                |

## فيلموغرافيا
- MBC Making the Star: DSP Boyz (2012)
- SNS Drama 'Vampire's Flower' (2014)

## وصلات خارجية
- إي جكس على موقع ميوزك برينز (الإنجليزية)
- الموقع الرسمي
 (بالكورية)